# Neptis vikasi
Neptis vikasi är en fjärilsart som beskrevs av Thomas Horsfield 1829. Neptis vikasi ingår i släktet Neptis och familjen praktfjärilar. Inga underarter finns listade i Catalogue of Life.